# 巩义窑址
鞏義窯址，是中國北方著名窯廠鞏義窯的遺址，位於河南省鞏義市。鞏義原名鞏縣，是一座縣級市，歸屬鄭州市管轄，因此鞏義窯也叫做鞏縣窯。據考古資料分析，該窯創燒於隋代，唐代有很大的發展；同時也有部份遺址可以上溯到北朝，所以也可以說鞏義窯起源於北朝。產品以白瓷為主，質量很高，達到了近代工業劃定的瓷器標準；同時也燒製低溫陶器，包括唐三彩、黃綠釉以及藍釉陶器。唐代開元年間曾經一度作為貢窯燒製宮廷用器。

## 遺址概述
鞏義窯址不是一座窯爐，而是坐落於鞏義市東方5千米、白河兩岸的一系列民間窯廠，其中還包括了曾經被列入第五批全國重點文物保護單位的黃冶三彩窯址。位於大、小黃冶村的黃冶窯最早被發現，作為唐三彩的確定產地，很早就得到了重視。隨後，在周圍的水地河村、白河村、鐵匠爐村都發現了窯址。鑒於這一系列窯廠建築構造的相似性、產品工藝的相關性，整體被命名為鞏義窯址，合併成為第六批全國重點文物保護單位。

## 歷史價值
- 鞏義窯出產高品質的白瓷，為研究中國白瓷的起源和發展提供了重要的中間環節。
- 鞏義窯是目前發現的罕見唐三彩產地，其中黃冶三彩窯傳承譜系完整，尤為難得。
- 窯地出土過白釉點畫藍色彩的瓷器殘片，可以視為青花瓷的前身。